# Steven Spruill
Steven Spruill (ur. 20 kwietnia 1946 w Battle Creek, Michigan) – amerykański psycholog kliniczny i pisarz, autor m.in. uznanych thrillerów medycznych.

## Życiorys
Absolwent Wydziału Psychologii Klinicznej Uniwersytetu Katolickiego, przez wiele lat praktykował jako klinicysta.
W działalności pisarskiej porusza się w obrębie powieści psychologicznej, powieści sensacyjnej, powieści science fiction oraz thrillera medycznego. Wydał m.in. powieści Keepers of the Gale (1977) i The Psychopath Plague (1978).

## Powieści przełożone na język polski[3]
- 1994: Póki nie minie sen (tyt. oryg. Before I Wake)
- 1995: Zabić ból (tyt. oryg. Painkiller); thriller medyczny
- 1997: Paradoks Lancastera (tyt. oryg. My Soul to Take)